# Regione Engiadina Bassa/Val Müstair
La regione Engiadina Bassa/Val Müstair è una regione del Canton Grigioni, in Svizzera, istituita il 1º gennaio 2016 quando nel cantone le funzioni dei distretti e quelle dei circoli, entrambi soppressi, sono stati assunti dalle nuove regioni; il territorio della nuova regione Engiadina Bassa/Val Müstair coincide con quello del vecchio distretto dell'Inn.
La regione confina con le regioni Maloja e Prettigovia/Davos a ovest, con l'Austria (distretti di Bludenz nel Vorarlberg e di Landeck nel Tirolo) a nord e con l'Italia (provincia di Bolzano in Trentino-Alto Adige a est e provincia di Sondrio in Lombardia a sud). Il capoluogo è Scuol.

## Geografia fisica
La massima elevazione della regione è il Piz Linard (3 411 m), nel Gruppo del Silvretta. Altre cime principali comprendono il Piz Fenga (3 399 m) e il Piz Buin (3 312 m), nel gruppo della Silvretta, il Piz Muttler (3 294 m), il Piz Sesvenna (3 204 m) e il Piz Tasna (3 183 m).
Il fiume principale della regione è l'Inn, che scorre nella Bassa Engadina e ha come tributari lo Spöl (Val dal Spöl), il Susasca (Val Susasca) e lo Schergenbach (Val Samnaun). Il Rio Ram, che scorre in Val Monastero, appartiene al bacino dell'Adige.
Lungo lo Spöl vi sono i laghi artificiali di Livigno e di Ova Spin.

## Infrastrutture e trasporti

### Strade principale
La strada principale 27 attraversa il territorio della regione da Brail al confine austriaco di Vinadi passando per Zernez e Scuol. Da Martina parte la strada per Nauders ed il Passo di Resia.
La strada principale 28 attraversa il territorio della regione dal Passo Flüela al confine italiano di Val Müstair, passando per Zernez ed il Passo del Forno. Da Punt la Drossa parte la galleria per Livigno, da Santa Maria Val Müstair la strada per il Giogo di Santa Maria e Bormio.

### Ferrovie
La regione è servito da alcune linee della Ferrovia Retica:
- Ferrovia dell'Engadina: stazioni di Zernez, Susch, Sagliains, Lavin, Guarda, Ardez, Ftan e Scuol-Tarasp.
- Ferrovia del Vereina: collega Sagliains con Klosters (anche trasporto auto) e Landquart.

### Valichi di frontiera
Esistono tre valichi di frontiera tra la regione e l'Italia e tre con l'Austria:
- Punt la Drossa/Ponte del Gallo
- Giogo di Santa Maria (Santa Maria Val Müstair/Valdidentro)
- Müstair/Tubre
- Martina/Nauders
- Vinadi/Pfunds
- Samnaun/Spiss

## Geografia antropica

### Suddivisioni amministrative
La regione Engiadina Bassa/Val Müstair è divisa in 5 comuni, elencati di seguito in ordine alfabetico:
| N° | Stemma | Nome        | Abitanti | Superficie in km² |
| -- | ------ | ----------- | -------- | ----------------- |
| 1  |        | Samnaun     | 767      | 56.18             |
| 2  |        | Scuol       | 4624     | 438.61            |
| 3  |        | Valsot      | 841      | 158.95            |
| 4  |        | Val Müstair | 1437     | 198.65            |
| 5  |        | Zernez      | 1470     | 344.04            |